# Симфония № 1 (Дворжак)
Симфо́ния № 1 до мино́р «Зло́ницкие колокола́», B. 9 (чеш. Zlonické zvony) — первая симфония А. Дворжака, создана в феврале-марте 1865 года. Единственная симфония, не исполненная при жизни композитора. Стилистически она принадлежит к раннему романтизму, так как при сочинении Дворжак ориентировался на образцы Л. ван Бетховена и Ф. Мендельсона. В течение долгого времени считалась утерянной, стала известна в 1923 году, впервые опубликована лишь в 1961.

## История создания и открытия
Дворжак написал свою первую симфонию в двадцать четыре года для конкурса в Германии (хотя достаточных исторических доказательств этому факту нет). Отослав рукопись туда, он больше никогда не видел её, считая, что она погибла или безвозвратно утеряна. Позднее он включил симфонию в список своих ранних произведений, которые считал не сохранившимися. Часть её материала была использована им в «Силуэтах» op. 8, а ритмические фигуры прослеживаются даже в Dies irae реквиема, написанного двадцать пять лет спустя. Некоторые мотивы первой симфонии можно услышать и в девятой.

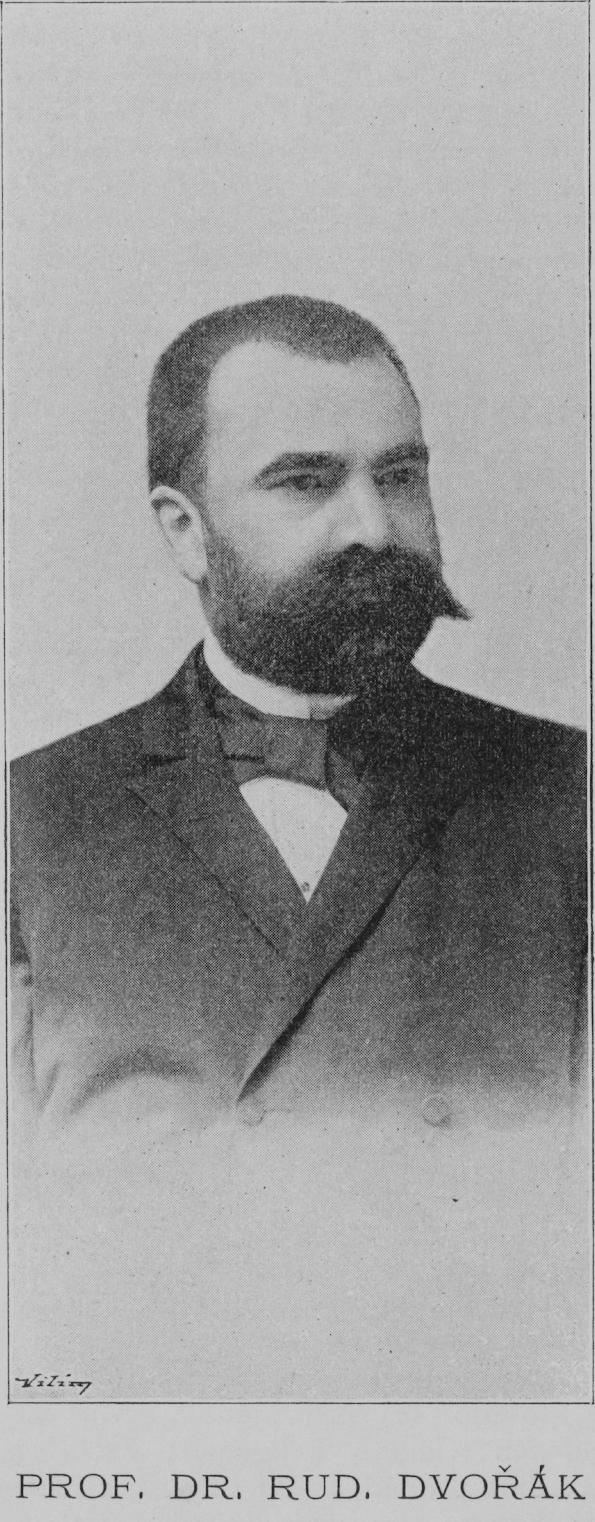
Доктор Рудольф Дворжак

Когда Дворжака много лет спустя спросили, что же он сделал, поняв, что эта симфония не вернётся, он ответил: «Ничего. Я сел и написал новую симфонию». Если этот анекдот является достоверным, то в нём проявляется одна из важнейших особенностей характера композитора — его несгибаемая воля. Впрочем, существует также мнение, что симфония стала «жертвой» одного из тех периодов в жизни Дворжака, когда он уничтожал старые сочинения, считая их неудачными. В любом случае, он твёрдо был убеждён в том, что произведение погибло.
Однако в 1882 году Рудольф Дворжак, двадцатидвухлетний учёный-востоковед, не имеющий никакого отношения к композитору, наткнулся на рукопись у букиниста в Лейпциге и купил её. В то время Антонин Дворжак не был ещё очень известен. Хотя он написал уже шесть симфоний, лишь одна из них (шестая) была опубликована, и лишь три (третья, пятая и шестая) были исполнены. Рудольф Дворжак оставил найденную рукопись у себя и владел ею, не говоря об этом никому, на протяжении тридцати восьми лет. В 1920 году он, уже доктор и профессор Карлова университета умер, и она досталась его сыну. Последний-то и сделал её известной общественности в 1923 году, через девятнадцать лет после смерти композитора.
Хотя подлинность симфонии подтверждена и не вызывает никаких сомнений, впервые она была исполнена лишь 4 октября 1936 года в Брно, дирижировал М. Закс (хорватский оперный дирижёр), и текст был очень урезан. Опубликована же симфония была только в 1961 году в полном собрании сочинений Дворжака. Таким образом, она является последней опубликованной и последней исполненной симфонией Дворжака. Целиком, без купюр, симфония была записана впервые в 1966 году в исполнении Лондонского филармонического оркестра под управлением И. Кертеса.
Сам композитор никогда не слышал её и не мог пересматривать. Название «Злоницкие колокола» отсутствует в рукописи, но считается, что позднее Дворжак так называл именно её. Название происходит от деревни в Богемии, где он жил в 1853—1856 годах и где были заложены основы его музыкального образования. Изначально симфония состояла из трёх частей, Allegretto было добавлено позже. Первая часть, Allegro (с вступлением Maestoso), в оригинальной версии является самой длинной частью среди всех симфоний Дворжака. Она занимает 44 страницы партитуры, а её исполнение требует 19 минут. Обыкновенное исполнение всей симфонии длится около 50 минут.

## Структура
Симфония состоит из четырёх частей.
- I. Maestoso — Allegro.
- II. Adagio di molto.
- III. Allegretto.
- IV. Finale. Allegro animato.

## Состав оркестра
Симфония написана для обычного раннеромантического оркестра.
| - Деревянные духовые: - флейта-пикколо (дублирует одну из флейт), - 2 флейты, - 2 гобоя, - английский рожок (дублирует один из гобоев), - 2 кларнета, - 2 фагота. | - Медные духовые: - 4 валторны, - 2 трубы, - 3 тромбона. - Ударные: - литавры. - Струнные. |

## Записи
| Год записи | Дирижёр         | Оркестр                                           | Фирма                      |
| ---------- | --------------- | ------------------------------------------------- | -------------------------- |
| 1957       | В. Нойман       | Пражский симфонический оркестр                    | Supraphon, Cantus Classics |
| 1966       | И. Кертес       | Лондонский симфонический оркестр                  | Decca Records              |
| 1970       | В. Ровицкий     | Лондонский симфонический оркестр                  | Philips                    |
| 1973       | Р. Кубелик      | Берлинский филармонический оркестр                | Deutsche Grammophon        |
| 1973       | В. Нойман       | Чешский филармонический оркестр                   | Supraphon                  |
| 1979       | О. Суитнер      | Берлинская государственная капелла                | Berlin Classics            |
| 1980       | Э. Дэвис        | Филармония                                        | RCA                        |
| 1980       | З. Кошлер       | Словацкий филармонический оркестр                 | Opus, Brilliant Classics   |
| 1987       | В. Нойман       | Чешский филармонический оркестр                   | Opus, Brilliant Classics   |
| 1987       | Н. Ярви         | Королевский шотландский национальный оркестр      | Chandos                    |
| 1989       | Л. Пешек        | Королевский ливерпульский филармонический оркестр | Virgin Classics            |
| 1990       | С. Гунценхаузер | Филармонический оркестр Братиславского радио      | Naxos                      |
| 1995       | Ю. Ковачев      | Оркестр театра имени Дж. Верди в Триесте          | Real Sound                 |
| 1998       | З. Мацал        | Симфонический оркестр Милуоки                     | Koss                       |
| 2002       | В. Валек        | Симфонический оркестр Чешского радио              | Supraphon                  |
| 2003       | И. Ангелов      | Симфонический оркестр Словацкого радио            | Oehms                      |
| 2007       | З. Мацал        | Чешский филармонический оркестр                   | Octavia Records            |